# 3-D The Catalogue
Albums de Kraftwerk
Minimum-Maximum (2005)
3-D The Catalogue (en allemand : 3-D Der Katalog) est le deuxième album live officiel et la plus récente production du groupe de musique électronique allemand Kraftwerk. Il est sorti le 26 mai 2017 et se décline en plusieurs formats, dont un coffret Blu-ray (audio-vidéo), un coffret de huit CD (audio) et un coffret contenant neuf disques vinyles,. Il comprend des versions live de tous les morceaux de chacun des huit albums du catalogue officiel de Kraftwerk, de Autobahn (1974) à Tour de France Soundtracks (2003). Les performances ont été enregistrées entre avril 2012 et octobre 2016 dans des salles du monde entier. L'album a été nommé pour le prix du meilleur album de son surround et a remporté le prix du meilleur album de danse/électronique lors de la 60e cérémonie des Grammy Awards, marquant ainsi la première victoire du groupe aux Grammy.

## Audio et vidéo
Les enregistrements ont été effectués au cours des séries de concerts 3-D « 1 2 3 4 5 6 7 8 » donnés par Kraftwerk entre 2012 et 2016 dans divers musées et salles de concert à travers le monde : 
- Musée d'Art Moderne de New York (9-17 avril 2012)
- Kunstsammlung Nordrhein-Westfalen à Düsseldorf (11-20 janvier 2013)
- Tate Modern à Londres (6-14 février 2013)
- Akasaka Blitz à Tokyo (8-16 mai 2013)
- Opéra de Sydney (24-27 mai 2013)
- Walt Disney Concert Hall à Los Angeles (18-21 mars 2014)
- Burgtheater de Vienne (15-18 mai 2014)
- Fondation Louis Vuitton à Paris (6-14 novembre 2014)
- Neue Nationalgalerie à Berlin (6-13 janvier 2015)
- Paradiso à Amsterdam (16-23 janvier 2015)
- DR Koncerthuset à Copenhague (26 février – 1er mars 2015)
- Opéra d'Oslo (4-7 août 2016)
- Musée Guggenheim Bilbao (7-14 octobre 2016)

3-D The Catalogue se présente comme un véritable album studio dans la lignée de The Mix et propose donc de nouvelles interprétations des anciens morceaux du Catalogue. Contrairement à Minimum-Maximum, il ne contient en effet pas le moindre bruit d'ambiance ou de public.

La version Blu-ray 4 disques de 3-D The Catalogue contient deux réalisations vidéo différentes en haute définition et images 3D (compatible 2D) de l'ensemble des huit albums-concerts. L'une, intitulée « film », reproduit en plein écran exactement et uniquement le visuel en synchronisation avec la musique tel qu'il est projeté en cours de concert sur le grand écran placé derrière le groupe, l'autre, intitulée « concert », offre une perspective plus large avec des plans variés en incluant notamment la scène et les effets de lumière autour des membres du groupe en action, de la même manière que sur le DVD Minimum-Maximum.

## Liste des pistes

### CD audio
| 1. | Autobahn          | 14:29 |
| 2. | Kometenmelodie 1  | 5:29  |
| 3. | Kometenmelodie 2  | 3:30  |
| 4. | Mitternacht       | 2:12  |
| 5. | Morgenspaziergang | 1:20  |

| 1.  | Geiger Counter ("Geigerzähler")                | 0:32 |
| 2.  | Radioactivity ("Radioaktivität")               | 6:16 |
| 3.  | Radioland                                      | 5:55 |
| 4.  | Airwaves ("Ätherwellen")                       | 6:01 |
| 5.  | Intermission ("Sendepause")                    | 0:25 |
| 6.  | News ("Nachrichten")                           | 1:15 |
| 7.  | The Voice of Energy ("Die Stimme der Energie") | 0:52 |
| 8.  | Antenna ("Antenne")                            | 3:36 |
| 9.  | Radio Stars ("Radio Sterne")                   | 2:18 |
| 10. | Uranium ("Uran")                               | 1:26 |
| 11. | Transistor                                     | 1:14 |
| 12. | Ohm Sweet Ohm                                  | 2:58 |

| 1. | Trans-Europe Express ("Trans Europa Express") | 3:21 |
| 2. | Metal on Metal ("Metall auf Metall")          | 2:08 |
| 3. | Abzug                                         | 2:25 |
| 4. | Showroom Dummies ("Schaufensterpuppen")       | 3:40 |
| 5. | Franz Schubert                                | 1:12 |
| 6. | Europe Endless ("Europa Endlos")              | 5:52 |
| 7. | The Hall of Mirrors ("Spiegelsaal")           | 5:22 |

| 1. | The Man-Machine ("Die Mensch-Maschine") | 5:10 |
| 2. | Spacelab                                | 5:28 |
| 3. | Metropolis                              | 5:46 |
| 4. | The Model ("Das Model")                 | 3:39 |
| 5. | Neon Lights ("Neonlicht")               | 5:45 |
| 6. | The Robots ("Die Roboter")              | 7:44 |

| 1. | Numbers ("Nummern")                  | 2:59 |
| 2. | Computer World ("Computerwelt")      | 3:21 |
| 3. | It's More Fun to Compute             | 1:03 |
| 4. | Home Computer ("Heimcomputer")       | 5:08 |
| 5. | Computer Love ("Computerliebe")      | 6:33 |
| 6. | Pocket Calculator ("Taschenrechner") | 3:26 |
| 7. | Dentaku                              | 3:08 |

| 1. | Boing Boom Tschak         | 2:32 |
| 2. | Techno Pop                | 2:45 |
| 3. | Musique Non-Stop          | 7:44 |
| 4. | Electric Cafe             | 3:51 |
| 5. | The Telephone Call        | 2:45 |
| 6. | House Phone               | 2:30 |
| 7. | Sex Object ("Sex Objekt") | 5:30 |

| 1.  | The Robots ("Die Roboter")                    | 7:44  |
| 2.  | Computer Love ("Computer Liebe")              | 6:34  |
| 3.  | Pocket Calculator ("Taschenrechner")          | 3:26  |
| 4.  | Dentaku                                       | 3:09  |
| 5.  | Autobahn                                      | 14:27 |
| 6.  | Geiger Counter ("Geigerzähler")               | 0:31  |
| 7.  | Radioactivity ("Radioaktivität")              | 6:16  |
| 8.  | Trans Europe Express ("Trans Europa Express") | 3:21  |
| 9.  | Metal on Metal ("Metall auf Metall")          | 2:08  |
| 10. | Abzug                                         | 2:24  |
| 11. | Home Computer ("Heimcomputer")                | 6:11  |
| 12. | Boing Boom Tschak                             | 2:33  |
| 13. | Techno Pop                                    | 2:46  |
| 14. | Music Non Stop ("Musik Non Stop")             | 7:44  |
| 15. | Planet of Visions ("Planet der Visionen")     | 7:52  |

Note : le disque 7 The Mix dispose d'un mixage spécial « Headphone surround 3D » pour l'écoute au casque.

| 1.  | Tour de France      | 4:18 |
| 2.  | Prologue            | 0:27 |
| 3.  | Étape 1             | 3:46 |
| 4.  | Chrono              | 1:12 |
| 5.  | Étape 2             | 4:59 |
| 6.  | Elektro Kardiogramm | 4:37 |
| 7.  | Aéro Dynamik        | 5:59 |
| 8.  | Vitamin             | 5:54 |
| 9.  | La Forme            | 6:19 |
| 10. | Régéneration        | 0:28 |